# Roberto Faenza

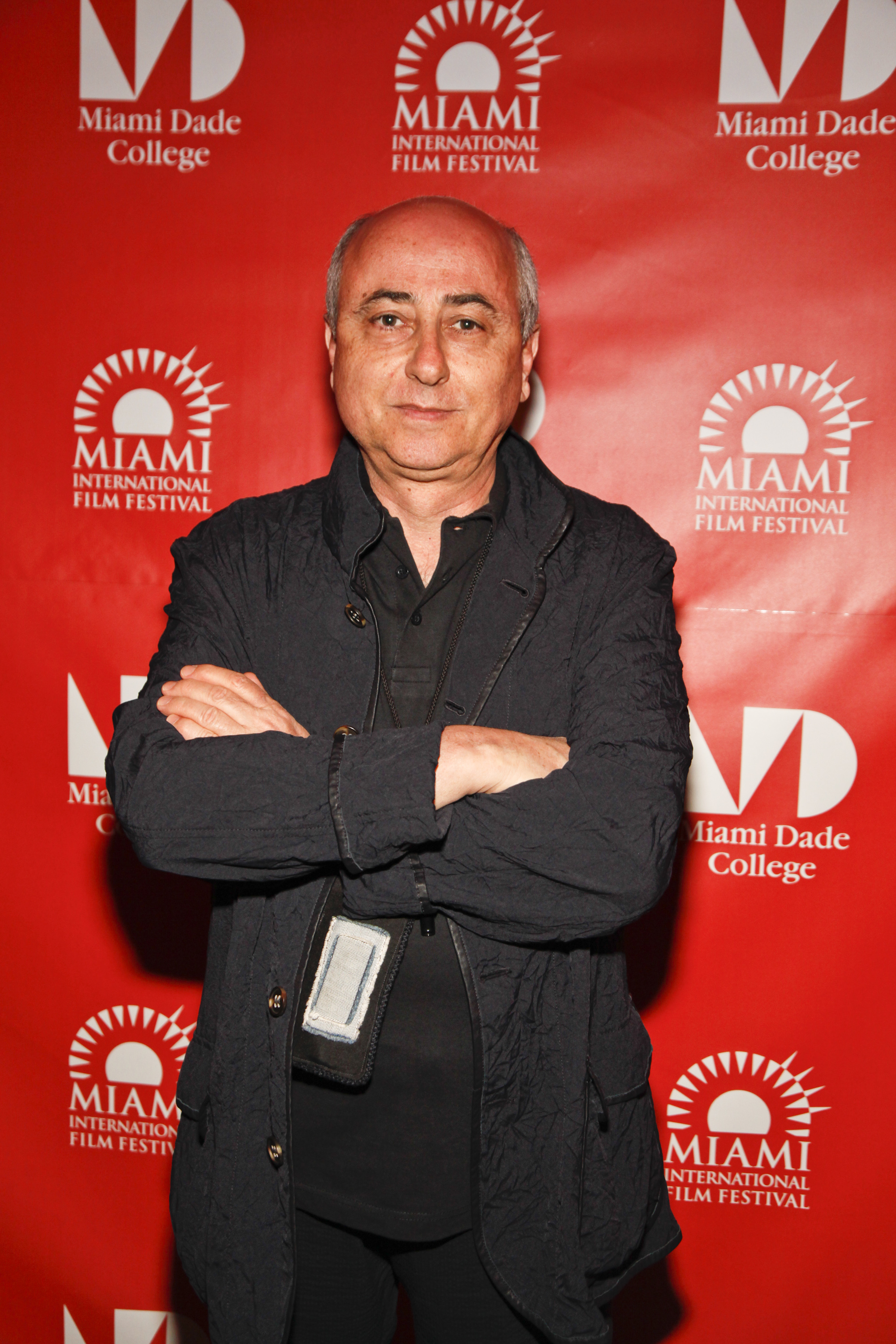
Roberto Faenza, 2012

Roberto Faenza (* 21. Februar 1943 in Turin) ist ein italienischer Filmregisseur und Drehbuchautor.

## Werdegang
Faenza besuchte das Centro Sperimentale di Cinematografia und schloss im Regiefach ab. Nach wenigen Kurzfilmen brachte er direkt danach, 1968, gleich zwei Filme als Regisseur in die Kinos. Escalation war eine gegen die kapitalistische Gesellschaft gerichtete Fabel und deren Zwänge gegenüber der individuellen Freiheit. H2S verfolgte ein ähnliches Thema, war aber in einer bizarren Science-Fiction-Welt angesiedelt. Erst 1971 gelangte er in die Kinos.
Nach einem Studium der Politikwissenschaften an der Universität Pisa legte Faenza mit dem Montagefilm Forza Italia! eine Kritik der Democrazia Cristiana und an deren Vertretern vor. 1979 folgte die Groteskkomödie Si salvi che vuole. Mit Harvey Keitel entstand Faenzas nächster Film, der in den Vereinigten Staaten gedrehte Copkiller.
Nach einigen Jahren Pause brachte Faenza 1989 mit der Schnitzler-Verfilmung Mio caro dottor Gräsler einen Film in die Kinos, der seinen Willen anzeigte, nun eher lineare Geschichten zu erzählen, die bemerkenswerten Persönlichkeiten gewidmet waren: es entstanden Werke nach Romanen von Jona Oberski und Antonio Tabucchi, die Biografie Marianna Ucrìa nach Dacia Maraini und 1999 L’amante perduto, eine Auseinandersetzung mit dem palästinensisch-israelischen Problem. Alle Filme wurden zumeist gelobt und erzielten auch Publikumsinteresse.
Im neuen Jahrtausend folgten Filme, die Faenzas Erfolge fortsetzten: Prendimi l’anima wurde für sein Drehbuch in die Wahl zum italienischen Filmpreis Nastro d’Argento genommen, Alla luce del sole, der als sein Meisterwerk gilt, erzählt die Geschichte des Mafiaopfers Don Pino Puglisi und wurde mit einem David di Donatello ausgezeichnet. Nach zwei weiteren Filmen 2005 und 2007 erschien zwei Jahre später mit Il caso dell’infedele Klara eine Komödie nach Michael Viewegh. Häufige Produzentin seiner Filme ist Elda Ferri.
2011 erschien mit Silvio forever eine unautorisierte Biografie von Silvio Berlusconi, wobei Faenza wieder auf die Technik des Montagefilms zurückgriff.
Faenza ist auch Autor zahlreicher Essays und Bücher zu Film und Zeitgeschehen.

## Privatleben
Ende der 1960er Jahre lernte Faenza das ehemalige Model Benedetta Barzini kennen. Das Paar heiratete 1969. Faenza verließ Barzini zwei Jahre später am Tag der Geburt der gemeinsamen Zwillingskinder.

## Filmografie
- 1968: Escalation
- 1968: H2S
- 1978: Forza Italia! (Dokumentarfilm)
- 1979: Si salve chi vuole
- 1983: Copkiller
- 1989: Der Badearzt (Mio caro dottor Gräsler)
- 1993: Jona che visse nella balena
- 1995: Erklärt Pereira (Sostiene Pereira)
- 1996: Die stumme Herzogin (Marianna Ucrìa)
- 1999: L’amante perduto
- 2002: Prendimi l’anima
- 2005: Alla luce del sole
- 2005: I giorni dell’abbandono
- 2007: I vicerè
- 2009: Il caso dell’infedele Klara
- 2011: Silvio forever (Dokumentarfilm)
- 2011: Du wirst schon noch sehen, wozu es gut ist (Someday This Pain Will Be Useful to You)
- 2011: Il delitto di Via Poma (Fernsehfilm)
- 2014: Anita B.
- 2015: Bambini nel tempo
- 2016: La verità sta in cielo
- 2022: Hill of Vision
- 2023: Folle d'amore: Alda Merini (Fernsehfilm)